# (621) Верданди
(621) Верданди (лат. Werdandi) — астероид во внешней части главного пояса из семейства Фемиды, расположенный между орбитами Марса и Юпитера, на среднем расстоянии 3,13 а. е. от Солнца. Открыт 22 октября 1906 года немецким астрономом Августом Копффом в Гейдельбергской обсерватории. Название восходит к имени  персонаж германо-скандинавской мифологии Вернанди — одной из трёх норн, волшебниц, наделённых чудесным даром определять судьбы людей и богов.

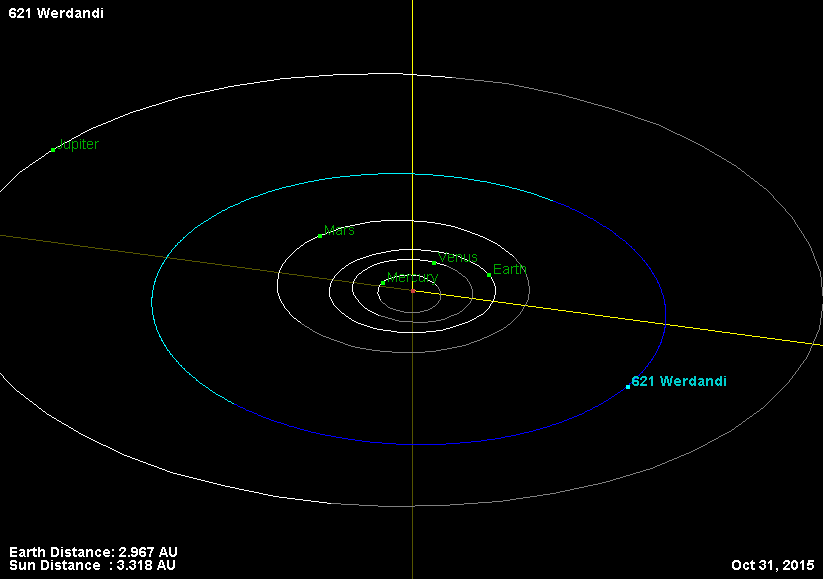
Орбита астероида Верданди и его положение в Солнечной системе